# Elini
Elini (en sard, Elini) és un municipi italià, dins de la província de Nuoro. L'any 2007 tenia 553 habitants. Es troba a la regió de Quirra. Limita amb els municipis d'Arzana, Ilbono, Lanusei i Tortolì.

## Administració
| Període | Identitat   | Partit        |
| ------- | ----------- | ------------- |
| 2005-   | Vitale Pili | Llista Cívica |